# Vereinigte Stadtwerke
Die Vereinigte Stadtwerke GmbH ist ein Energieversorgungsunternehmen in Schleswig-Holstein. Neben der Belieferung von Haushalts- und Gewerbekunden mit Strom, Gas, Wasser und Fernwärme ist das Unternehmen ebenfalls in der Breitband-Internetversorgung sowie als Betreiber von Hallenbädern und Ladesäulen für Elektrofahrzeuge tätig.

## Geschichte
Die Vereinigten Stadtwerke entstanden 2001 als gemeinsames Tochterunternehmen der Stadtwerke Bad Oldesloe, Stadtwerke Mölln und Stadtwerke Ratzeburg, um im Zuge der Liberalisierung der Energieversorgung durch Ausschöpfung von Synergien wettbewerbsfähig zu bleiben. 2006 wurde die Vereinigte Stadtwerke Netz GmbH gegründet, die die bis zu diesem Zeitpunkt bei den drei kleineren Stadtwerken verbliebenen Versorgungsnetze vollständig übernahm und ihren Erhalt und Ausbau fortan zentral organisierte. Mit Gründung der Vereinigte Stadtwerke Media GmbH im Jahr 2009 begann das Unternehmen, sich dem Bau von Glasfasernetzen zuzuwenden, über die Kunden Telefon und Internet nutzen können, zudem werden digitale und analoge Radio- und Fernsehprogramme eingespeist.

## Angebote
Die Vereinigten Stadtwerke treten als Anbieter von Strom und Gas auf. In ihren Ursprungsstädten Bad Oldesloe, Mölln und Ratzeburg sowie teilweise in den angrenzenden Gemeinden betreiben sie hierfür sowie für die Wasserversorgung auch die entsprechenden Leitungsnetze. In Schleswig-Holstein und kleinen Teilen Mecklenburg-Vorpommerns werden eigene Glasfasernetze betrieben.
Die Tochter Vereinigte Stadtwerke Media GmbH baut und betreibt seit 2009 Glasfasernetze im eigenen Versorgungsgebiet. 2022 hat die VS Media in den Kreisen Herzogtum Lauenburg und Stormarn ca. 50.000 Kunden an das eigene Glasfasernetz angeschlossen. Die VS Media bietet Telefon, TV und Internetdienste (300, 600, 1.000 Mbit/s).
Die Hallenbäder in Bad Oldesloe das Travebad, in Mölln die Möllner Welle, und in Ratzeburg das Aqua Siwa werden vollständig durch die Vereinigten Stadtwerke betrieben. An verschiedenen Punkten im südlichen Schleswig-Holstein betreiben die Vereinigten Stadtwerke Ladepunkte für Elektrofahrzeuge, die über ein einheitliches System auch Fremdkunden zur Verfügung stehen.